# Tyche (hành tinh giả thuyết)

Một nghệ sĩ vẽ lại đám mây Oort và vành đai Kuiper (hình nhỏ)

Tyche /ˈtaɪkiː/ là một hành tinh khí khổng lồ giả thuyết nằm trong Hệ mặt trời tại đám mây Oort, đầu tiên đề xuất vào năm 1999 bởi nhà vật lý thiên John Matese, Patrick Whitman và Daniel Whitmire của Đại học Louisiana tại Lafayette. Họ lập luận rằng bằng chứng về sự tồn tại của Tyche có thể được nhìn thấy được cho là về điểm xuất phát của sao chổi chu kỳ dài. Gần đây, Matese  và Whitmire  đã đánh giá lại dữ liệu sao chổi và lưu ý rằng Tyche, nếu nó tồn tại, sẽ có thể được phát hiện trong kho lưu trữ dữ liệu được thu thập bởi Nhà khảo sát hồng ngoại trường rộng của kính viễn vọng NASA (WISE). Vào năm 2014, NASA tuyên bố rằng cuộc khảo sát của WISE đã loại trừ bất kỳ thiên thể nào có đặc điểm của Tyche, cho thấy Tyche như trong giả thuyết của Matese, Whitman và Whitmire là không tồn tại.

## Lịch sử
Matese, Whitmire và đồng nghiệp Patrick Whitman lần đầu tiên đề xuất sự tồn tại của hành tinh này vào năm 1999, dựa trên các quan sát quỹ đạo của sao chổi trong thời gian dài. Hầu hết các nhà thiên văn học đồng ý rằng các sao chổi trong thời gian dài (những sao có quỹ đạo từ hàng ngàn đến hàng triệu năm) có sự phân bố đẳng hướng gần như; nghĩa là, chúng đến ngẫu nhiên từ mọi điểm trên bầu trời. Do sao chổi dễ bay hơi và tiêu tan theo thời gian, các nhà thiên văn học nghi ngờ rằng chúng phải được giữ trong một đám mây hình cầu hàng chục ngàn AU ở xa (được gọi là đám mây Oort) trong phần lớn sự tồn tại của chúng. Tuy nhiên, Matese và Whitmire tuyên bố rằng thay vì đến từ các điểm ngẫu nhiên trên bầu trời như mọi người thường nghĩ, các quỹ đạo sao chổi trên thực tế được tập hợp thành một dải nghiêng về mặt phẳng quỹ đạo của các hành tinh. Việc phân cụm như vậy có thể được giải thích nếu chúng bị làm phiền bởi một vật thể không nhìn thấy ít nhất là lớn bằng Sao Mộc, có thể là một sao lùn nâu, nằm ở phần bên ngoài của đám mây Oort. Họ cũng cho rằng một thiên thể như vậy có thể giải thích quỹ đạo kỳ dị của thiên thể ngoài sao Hải Vương là Sedna. Tuy nhiên, cỡ mẫu của sao chổi Oort nhỏ và kết quả không thuyết phục.

## Quỹ đạo

Quỹ đạo của Tyche trong Hệ Mặt Trời (màu xanh)

Whitmire và Matese suy đoán rằng quỹ đạo của Tyche sẽ nằm ở khoảng 500 lần khoảng cách của Sao Hải Vương, khoảng 15.000 AU (2,2×1012 km) từ Mặt trời, ít hơn một phần tư của một năm ánh sáng. Điều này cũng nằm trong đám mây Oort, có ranh giới được ước tính vượt quá 50.000 AU. Nó sẽ có chu kỳ quỹ đạo khoảng 1,8 triệu năm. Tìm kiếm thất bại của dữ liệu IRAS cũ hơn cho thấy rằng một thiên thể nặng 5 lần khối lượng sao Mộc sẽ cần phải có khoảng cách lớn hơn 10.000 AU. Một hành tinh như vậy sẽ quay quanh một mặt phẳng khác với hoàng đạo, và có lẽ đã ở trong quỹ đạo đôi rộng tại thời điểm hình thành. Các quỹ đạo đôi rộng có thể hình thành thông qua việc bắt giữ trong quá trình giải thể cụm sao mở.

## Khối lượng

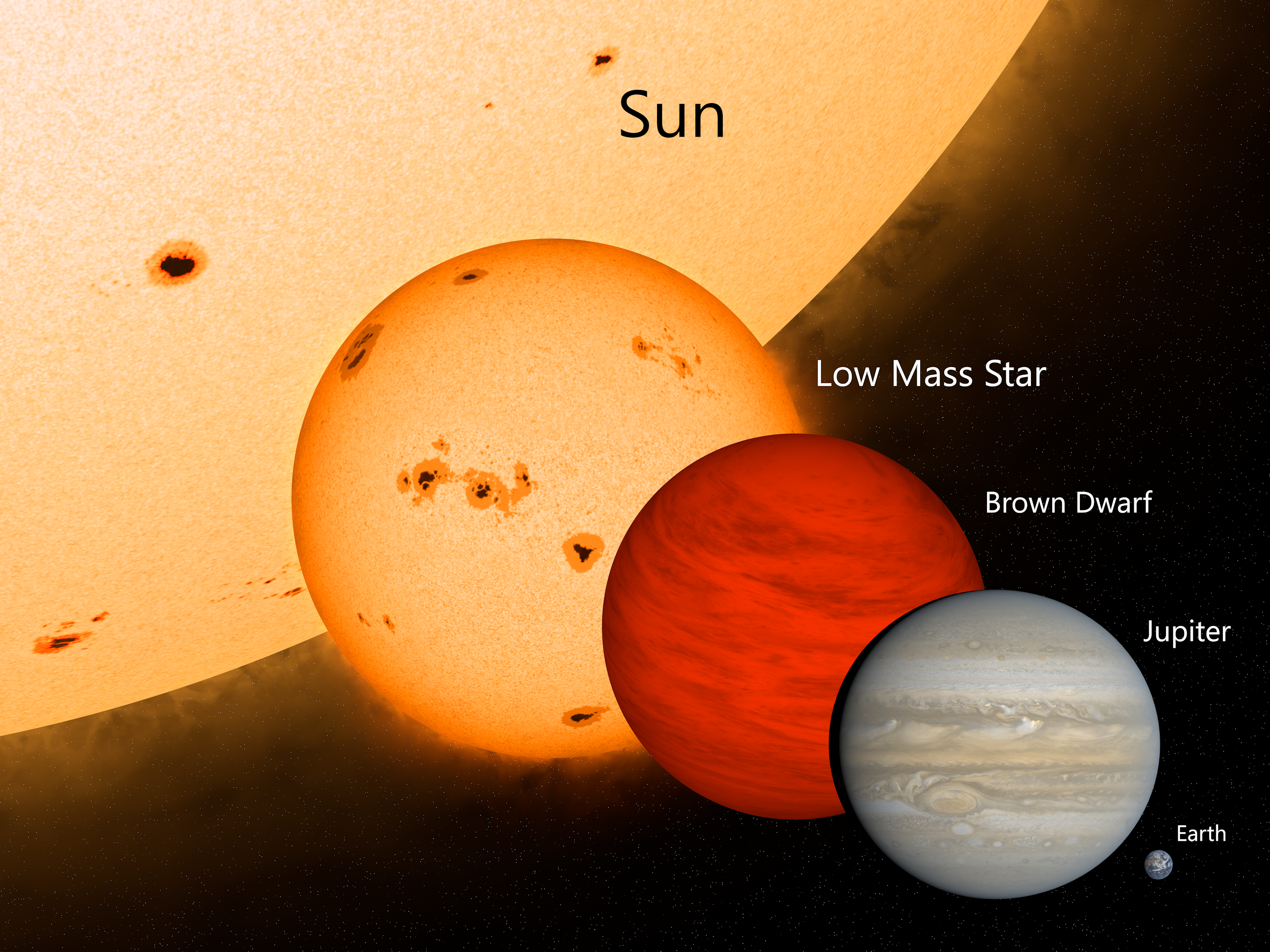
So sánh kích thước chung giữa Mặt trời, một ngôi sao có khối lượng thấp, sao lùn nâu và các hành tinh Sao Mộc và Trái Đất

Năm 2011, Whitmire và Matese đã suy đoán rằng hành tinh được đưa ra giả thuyết có thể lớn gấp bốn lần khối lượng của Sao Mộc và có nhiệt độ tương đối cao khoảng 200 K (−73 °C; −100 °F), do nhiệt dư từ quá trình hình thành và gia nhiệt Kelvin-Helmholtz. Sẽ không đủ lớn để trải qua các phản ứng tổng hợp hạt nhân trong phần bên trong của nó, một quá trình xảy ra trong các vật thể có khối lượng khoảng 13 lần sao Mộc. Mặc dù lớn hơn sao Mộc, Tyche sẽ có kích thước bằng sao Mộc vì áp suất suy biến khiến những sao khổng lồ khí khổng lồ chỉ tăng mật độ chứ không phải kích thước so với khối lượng của chúng.  Nếu Tyche được tìm thấy, nó dự kiến sẽ được tìm thấy vào cuối năm 2013 và chỉ có 1-2 lần khối lượng sao Mộc.